# César Duquenne
Pour les articles homonymes, voir Duquenne.
César Duquenne  né le 6 mars 1799 à La Gorgue (Nord),  et décédé le 10 juillet 1870 dans la même commune  est un homme politique français.

## Biographie
À la tête de l'entreprise familiale de meunerie, il est maire de La Gorgue en 1830, chef de bataillon de la garde nationale, conseiller d'arrondissement. Il est député du Nord de 1848 à 1851, siégeant à droite.

## Distinctions
- Chevalier de la Légion d'honneur par décret du 18 août 1863[3].

## Sources
- « César Duquenne », dans Adolphe Robert et Gaston Cougny, Dictionnaire des parlementaires français, Edgar Bourloton, 1889-1891 [détail de l’édition]